# Оперто, Пьеро
Пьеро Оперто (итал. Piero Operto, 20 декабря 1926, Турин — 4 мая 1949, Суперга) — итальянский футболист, защитник.
Известен выступлениями за клубы «Казале» и «Торино». Вместе с партнерами по туринской команде погиб в авиационной катастрофе на горе Суперга 4 мая 1949 года.
Чемпион Италии.

## Игровая карьера
Во взрослом футболе дебютировал в 1946 году выступлениями за команду клуба «Казале», в которой провел два сезона, приняв участие в 71 матче чемпионата. Большинство времени, проведенного в составе «Казале», был основным игроком защиты команды.
В 1948 году перешёл в сильнейший на то время итальянский клуб «Торино», за который успел отыграть всего один сезон, приняв участие в 11 матчах первенства.
Свой единственный титул чемпиона Италии в сезоне 1948-49 Оперто получил посмертно — 4 мая 1949 года команда трагически погибла в авиакатастрофе на горе Суперга близ Турина. До конца первенства оставалось 4 тура, «Торино» возглавлял турнирную таблицу, и все погибшие игроки клуба посмертно получили чемпионский титул после того, как игроки молодёжной команды клуба, которые доигрывали сезон в Серии A, выиграли во всех четырёх последних матчах первенства. Их соперники («Дженоа», «Палермо», «Сампдория» и «Фиорентина») в этих матчах из уважения к погибшим чемпионам также выставляли на поле молодёжные составы своих клубов.

## Титулы и достижения
- Чемпион Италии (1): 1949